# Gesonia grisea
Gesonia grisea är en fjärilsart som beskrevs av Alfred Ernest Wileman och Reginald James West 1928.
Gesonia grisea ingår i släktet Gesonia och familjen nattflyn. Inga underarter finns listade i Catalogue of Life.